# حارة المليون طفل
حارة المليون طفل هي إحدى حارات مدينة جدة التاريخية خارج سورها القديم، تقع الحارة في منطقة جدة التاريخية الواقعة وسط مدينة جدة في المملكة العربية السعودية، تقع الحارة جنوبي مدينة جدة، وأطلق عليها هذا الاسم بسبب كثرة وجود الأطفال في أزقة الحارة.

## وصلات خارجية
- موقع حارة المليون طفل على الخريطة